# 各務原尾崎テレビ中継局
各務原尾崎テレビ中継局（かかみがはらおざきテレビちゅうけいきょく）は、かつて岐阜県各務原市にあったアナログテレビの中継局である。2011年7月24日のアナログ放送終了とともに廃止された。

## 中継局概要
| チャンネル | 放送局名                              | 空中線電力          | ERP                  | 放送対象 地域 | 放送区域 内世帯数 | 放送終了日     |
| 49ch       | GBS 岐阜放送 愛称「ぎふチャン」       | 映像100mW/ 音声25mW | 映像580mW/ 音声145mW | 岐阜県        | 300世帯           | 2011年 7月24日 |
| 51ch       | CTV 中京テレビ放送                    | 映像100mW/ 音声25mW | 映像580mW/ 音声145mW | 中京広域圏    | 300世帯           | 2011年 7月24日 |
| 53ch       | NBN 名古屋テレビ放送 愛称「メ～テレ」 | 映像100mW/ 音声25mW | 映像580mW/ 音声145mW | 中京広域圏    | 300世帯           | 2011年 7月24日 |
| 55ch       | THK 東海テレビ放送                    | 映像100mW/ 音声25mW | 映像580mW/ 音声145mW | 中京広域圏    | 300世帯           | 2011年 7月24日 |
| 57ch       | CBC 中部日本放送                      | 映像100mW/ 音声25mW | 映像580mW/ 音声145mW | 中京広域圏    | 300世帯           | 2011年 7月24日 |
| 59ch       | NHK 岐阜総合                          | 映像100mW/ 音声25mW | 映像580mW/ 音声145mW | 岐阜県        | 300世帯           | 2011年 7月24日 |
| 61ch       | NHK 名古屋教育                        | 映像100mW/ 音声25mW | 映像580mW/ 音声145mW | 全国          | 300世帯           | 2011年 7月24日 |

## 所在地
- 各務原市那加大洞49番1号の各務原市立尾崎小学校北方高地

## 放送エリア
- 名古屋本局（名古屋テレビ塔・東山タワー）等からの電波が届きにくい各務原市の北部と加茂郡坂祝町及び美濃加茂市の一部をカバーしていた。
- 地上デジタルテレビ放送については、各務原テレビ中継局を受信することになる。

## 歴史
- 1977年12月24日 開局
- 2011年7月24日 全局廃局となった。